# Контрольні регістри
Контрольний регістр — регістр, що змінює або контролює поведінку процесора чи іншого системного пристрою, тісно пов'язаного з ЦП.
Загальними завданнями, виконуваними контрольними регістрами є: контроль переривань, перемикання режимів адресації, керування сторінковим відображенням пам'яті, та контроль співпроцесора.

## Контрольні регістри серіїx86

### CR0
Регістр CR0 є 32-бітним на 386 і старших процесорах. На x86-64, в режимі Long mode він (та інші контрольні регістри) є 64-бітним. CR0 має різні контрольні прапори, що модифікують (визначають) базові операції процесора.
| Біт | Ім'я | Повне Ім'я            | Опис |
| --- | ---- | --------------------- | --- |
| 31  | PG   | Paging                | Якщо 1, дозволяє сторінкове відображення і використання CR3, в іншому разі забороняє його.                                                               |
| 30  | CD   | Cache disable         | |
| 29  | NW   | Not-write through     | |
| 18  | AM   | Alignment mask        | Дозволена перевірка вирівнювання (alignment check), якщо прапор AM виставлено, AC прапор виставлено (в регістрі Eflags, на кільці 3)                     |
| 16  | WP   | Write Protect         | |
| 5   | NE   | Numeric error         | Дозволяє, коли виставлено, внутрішній формат виявлення помилок співпроцесора x87 (обчислення з рухомою комою), інакше дозволяє таку детекцію в PC стилі. |
| 4   | ET   | Extension type        | |
| 3   | TS   | Task switched         | Дозволяє зберігання котнексту завдання x87, тільки після того як x87 інструкція використана після перемикання завдання.                                  |
| 2   | EM   | Emulation             | Якщо виставлено, x87 FPU (одиниця для обчислень з плаваючою точкою) є представлена, інакше ні.                                                           |
| 1   | MP   | Monitor coprocesor    | Контролює взаємодію WAIT/FWAIT інструкцій з прапором TS в CR0                                                                                            |
| 0   | PE   | Protected Mode Enable | Якщо 1, система працює в захищеному режимі, інакше - в реальному.                                                                                        |

### CR1
Зарезервований регістр. Intel не розголошує чому.

### CR2
Містить величину, що зветься Page Fault Linear Address (PFLA) - лінійна адреса помилки сторінки. Коли трапляється помилка сторінки (page fault), адреса команди, що запитувала цю сторінку, зберігається в даному регістрі.
Помилка сторінки - це апаратно згенероване переривання (interrupt) чи виняток (exception), для ПЗ, і стається воно, коли програма запитується сторінки, що є позначена в її адресному просторі, але відсутня в фізичній пам'яті (major page fault), або пристутня там, але її статус не визначено як «присутня» (minor page fault).

### CR3
Використовується, коли дозволено віртуальну адресацію, отже коли прапор PG в CR0 виставлено. CR3 дозволяє процесору транслювати (переводити) віртуальні адреси у фізичні, оперуючи з директорією сторінок (page directory) і таблицями сторінок (page tables) для поточного завдання. Зазвичай, верхні 20 біт CR3 використовуються як регістр бази директорій сторінок (англ. page directory base register, PDBR).
В традиційному 32-бітному захищеному режимі, x86 процесори використовують дворівневу схему відображення сторінок, де регістр CR3 містить вказівник на окрему сторінкову директорію (page directory), яка довжиною є 4096 байт, і яка розбита на 1024 4-байтні одиниці, кожна з яких — це вказівник на таблицю сторінок довжиною теж 4096 байт, і яка теж розбита на 1024 4-байтних вказівники, тепер вже на 4096 байтні блоки пам'яті, що звуться сторінками.

### CR4
Використовується в захищеному режимі для контролю таких операцій як підтримка режиму віртуального 8086, дозвіл точок зупину вводу/виводу (I/O breakpoints), розширення розміру сторінки та машинний контроль за помилками апаратури (Machine-check exception (MCE)).
| Біт | Ім'я       | Повне ім'я                                                          | Опис |
| --- | ---------- | ------------------------------------------------------------------- | --- |
| 16  | FSGSBASE   | Дозвіл інструкцій RDFSBASE, RDGSBASE, WRFSBASE і WRGSBASE           | |
| 14  | SMXE       | SMX Enable                                                          | див. Trusted Execution Technology                                                                               |
| 13  | VMXE       | VMX Enable                                                          | див. Апаратна віртуалізація x86                                                                                 |
| 12  | LA57       | 5-level paging enable                                               | Активація 5-рівневої схеми трансляції сторінок                                                                  |
| 11  | UMIP       | User-Mode Instruction Prevention                                    | Якщо встановлено, інструкції SGDT, SIDT, SLDT, SMSW і STR не можуть виконуватися при CPL > 0                    |
| 10  | OSXMMEXCPT | Operating System Support for Unmasked SIMD Floating-Point Exception | дозволяє немасковані винятки SSE.                                                                               |
| 9   | OSFXSR     | Operating System Support for FXSAVE and FXSTOR instructions         | Має бути виставлене для використання SSE інструкцій, дозволяє швидке FPU збереження та відновлення.             |
| 8   | PCE        | Performance-Monitoring Counter enable                               | Якщо виставлено, RDPMC може виконуватися на всякому рівні, інакше тільки на нульовому кільці (рівень ядра).     |
| 7   | PGE        | Page Global Enabled                                                 | |
| 6   | MCE        | Machine Check Exception                                             | Дозволяє, якщо виставлено, переривання машинної перевірки (machine check interrupts)                            |
| 5   | PAE        | Physical Address Extension                                          | Змінює макет таблиці сторінки для трансляції 32-бітної віртуальної адреси в розширену 36-бітну фізичну.         |
| 4   | PSE        | Page Size Extension                                                 | Якщо невиставлений, розмір сторінки є 4KB, інакше - збільшений до 4MB, або, з PAE, до 2MB.                      |
| 3   | DE         | Debugging Extension                                                 | |
| 2   | TSD        | Time Stamp Disable                                                  | Якщо виставлено, інструкція RDTSC може виконуватися тільки на кільці 0, інакше - за будь-якого рівня привілеїв. |
| 1   | PVI        | Protected Mode Virtual Interrupts                                   | Дозволяє апаратну підтримку прапора віртуального переривання (VIF) в захищеному режимі.                         |
| 0   | VME        | Virtual 8086 mode extensions                                        | Як і прапор віртуальних переривань; дозволено якщо виставлено.                                                  |

## Додаткові контрольні регістри вx86-64серії

### EFER
Extended Feature Enable Register (EFER) — регістр, що з'явився у процесорах AMD K6. Біти цього регістра призначені для дозволу чи заборони інструкцій SYSCALL/SYSRET, керування режимом no-execute, входу/виходу в/з Long mode, та для інших системних налаштувань. Регістр виявився настільки важливим, що був адаптований і компанією Intel для своїх процесорів. Його MSR-індекс — 0xC0000080.
| Біт   | Призначення                                                 |
| ----- | ----------------------------------------------------------- |
| 63:12 | Резервовано                                                 |
| 11    | Біт активування заборони виконання (англ. no execute), NXE) |
| 10    | IA-32e mode active (LMA)                                    |
| 9     | Резервовано                                                 |
| 8     | IA-32e mode enable (LME)                                    |
| 7:1   | Резервовано                                                 |
| 0     | System Call Extensions (SCE)                                |